# 武汉大学早期建筑
武汉大学早期建筑是中国近代大学建筑，它与清华大学早期建筑和北京大学未名湖燕园建筑一起作为首批中国大学校园内历史建筑群现址，于2001年6月25日被中华人民共和国国务院正式列为第五批全国重点文物保护单位。
武大早期建筑具有较高的建筑艺术、人文历史和科学价值，有望成为新的世界文化遗产。

## 建筑一览
武汉大学早期建筑主要是1930年至1936年间，在珞珈山校园一次性规划设计并连续建成的校舍建筑群，共30项工程68栋，建筑面积78596平方米，耗资400万银元。此外还包括部分20世纪40年代和50年代的建筑。这样浩大的建筑活动，在中国近代建筑史上是罕见的。现在大部分建筑保存完好，仍在使用，其中被列为国家重点文物保护单位的有15处26栋，建筑面积54054.52平方米。这些建筑的基本信息见下表（面积单位/平方米）：
| 建筑名称         | 现用名称                                     | 栋数 | 层数 | 建筑面积  | 竣工时间      | 建筑类型 | 建筑结构                      | 设计者                    | 施工方                    |
| ---------------- | -------------------------------------------- | ---- | ---- | --------- | ------------- | -------- | ----------------------------- | ------------------------- | ------------------------- |
| 男生寄宿舍       | 樱园宿舍（通称）、老斋舍、樱园一舍至四舍     | 4    | 4    | 13773     | 1931年        | 生活     | 砖混结构                      | F. H. Kales R. Sachse     | 汉协盛营造厂              |
| 学生饭厅及俱乐部 | 樱园食堂及樱园大学生活动中心                 | 1    | 2    | 2727      | 1931年        | 生活     |                               |                           | 汉协盛营造厂              |
| 文学院           | 数学院（通称）、老文学院、数学与统计学院     | 1    | 4    | 3928      | 1931年        | 科教     |                               |                           | 汉协盛营造厂              |
| 理学院           | 理学楼、老理学楼                             | 5    | 5    | 4671 5449 | 1931年 1936年 | 科教     | 钢筋混凝土 框架结构           | F. H. Kales R. Sachse     | 汉协盛营造厂 袁瑞泰营造厂 |
| 周恩来故居       | 周恩来故居                                   | 1    | 3    | 392       | 1931年        |          | 砖木结构                      | R. Sachse                 | 汉协盛营造厂              |
| 郭沫若故居       | 郭沫若故居                                   | 1    | 3    | 476       | 1931年        |          | 砖木结构                      | R. Sachse                 | 汉协盛营造厂              |
| 国立武汉大学牌楼 | 老牌坊（通称）                               | 1    | -    | 40.5      | 1933年        |          | 钢筋混凝土结构                |                           | 汉协盛营造厂              |
| 半山庐           | 半山庐、董事会、校友会                       | 1    | 2    | 507       | 1933年        |          |                               |                           | 汉协盛营造厂              |
| 图书馆           | 老图书馆（通称）、校史展览馆                 | 1    | 6    | 4767      | 1935年        | 图书馆   | 钢筋混凝土 框架结构           | F. H. Kales               | 上海六合公司              |
| 法学院           | 老外楼（通称）、老外文楼、质量发展战略研究院 | 1    | 4    | 4013      | 1936年        | 科教     |                               |                           | 上海六合公司              |
| 工学院           | 行政楼（通称）                               | 5    | 4    | 8140      | 1936年        | 科教     | 钢筋混凝土 框架结构           | F. H. Kales               | 上海六合公司              |
| 体育馆           | 宋卿体育馆（通称）、老体育馆                 | 1    | 4    | 2748      | 1936年        | 体育     | 钢筋混凝土框架 三铰拱钢架结构 | F. H. Kales A. Levenspiel | 上海六合公司              |
| 华中水工试验所   | 档案馆                                       | 1    | 2    | 2197      | 1936年        |          |                               |                           | 上海六合公司              |
| 六一纪念亭       | 六一纪念亭                                   | 1    | 1    | 58.02     | 1948年        |          |                               |                           |                           |
| 李达故居         | 李达故居                                     | 1    | 1    | 168       | 1952年        |          |                               |                           |                           |

## 建造经过
1928年8月6日，国民政府大学院聘任李四光、王星拱、张难先、石瑛、叶雅各、麦焕章为国立武汉大学新校舍建筑设备委员会委员。委员长李四光是地质学家、秘书叶雅各是林学家，对武昌郊外的地理环境比较熟悉。叶雅各认为“武昌东湖一带是最适宜的大学校址，其天然风景不唯国内各校舍所无，即国外大学亦所罕有”。经全体委员实地考察后，1928年11月确定以武昌城外风景秀丽的东湖之滨，远离闹市的罗家山（又名落驾山）、狮子山一带为新校址。依据了国外著名大学校园的理想模式，也符合中国传统文化中“仁者乐山，智者乐水”的疏远相地选址理念。李四光和叶雅各推荐开尔斯（F. H. Kales）担任新校舍建筑工程师，并赴上海邀请来开尔斯。开尔斯实地考察后，认为这一带山丘坡缓且水源充足，山石、泉水、湖水均可利用，各项建筑依山而建可节省地基及石料，遂赞同以罗家山为校址。后闻一多将其改名为“珞珈山”。
1929年3月，由于珞珈山及其附近都是荒山田野和羊肠小径。经学校函请湖北省建设厅，开始修筑连接街道口的专用公路，但因修路迁坟触犯了一些坟主的孝亲观念，他们便联合起来向湖北省政府请愿，要求其出面制止。于是，省政府以武大新校舍占用民地过多为由，要武大停止建设，另寻新校址。同月，代理校长刘树杞因事务繁忙而辞职。于是教育部任命王世杰为武大首任校长。5月上任伊始，他便致力于珞珈山新校址的圈定、勘测、规划以及新校舍的建设工作。与叶雅各先生一道，率数十名民工于一夜之间将所有挡路坟墓全部挖掉，造成了不可变更的既成事实。坟主们虽将此事闹到了中央，但也于事无补，这段宽10米、全长1.5公里的公路最终还是按照原定路线完成，于1930年2月通车，命名为大学路。他还特邀省府有关人员亲赴珞珈山现场考察，一致认为此地风景优美，有山有水，在此建校，启发文化，对武汉居民特别有利。
与此同时，3月18日开始勘测规划，主轴线为李四光勘测所定。缪恩钊带领助手沈中清及另外4名测工开始新校舍的测量绘图工作，经过5个月艰苦努力，按时完成勘测任务。开尔斯构思图纸时，常常在山上一站就是数小时，半年后完成了总设计图。8月，省政府公布校园红线，东以东湖滨、西以茶叶港、北以郭郑湖为界，南面自东湖滨切至茶叶港桥头，总计面积三千余亩。学校用七块银元一亩水田、五块银元一亩山地的价格买下校舍用地。罗姓山主开始不愿舍弃自己的“风水宝地”，时任省政府建设厅厅长的石瑛亲自上门说服动员。当时山上葬有很多祖坟需要迁移，百余名坟主以新校舍破坏风水为由而阻碍新校址的圈定和校舍建设，甚至要纠集乡民跑到王世杰老家挖其祖坟，省教育厅厅长甚至唆使人在工地闹事。王放出一句话：“祖坟你尽可以挖，珞珈校舍一定要建。”国立武汉大学筹备委员会委员曾昭安按王世杰的示意，组织教授会向教育部力争“像珞珈山这样的好地方，应该建校，无论哪个总统、主席也阻止不了”，结果获准。石瑛也积极支持王世杰，以“建校乃千年大计，不要迷信风水”严厉地驳复了反对迁坟者。
1929年10月，建筑设备委员会正式聘开尔斯为新校舍建筑工程师，同时通过总设计图，此外还聘有阿伯拉罕·列文斯比尔（Abraham Levenspiel）和石格斯（Richard Sachse）为助手。另聘开尔斯在麻省理工学院同窗好友缪恩钊为新校舍监造工程师、工程处负责人，负责施工技术监督及部分结构、水暖设计。在他严格认真的技术监督下，保证了这些工程的施工质量，主体结构至今仍坚固如初。工程分别由汉协盛、袁瑞泰、永茂隆等营造厂及上海六合公司承建，校舍的水卫暖工程则主要由汉华公司承包。1930年3月新校舍工程开工。汉协盛营造厂老板沈祝三坚信“质量就是根本”，要求武大工程均着眼于保固期百年以上，进料选优质材料，处处严格检验把关，即使在他遭到双目失明的沉重打击后，仍坚持主张双方均派工程师及监工随时监督检查质量。施工中一旦发现问题，则不惜代价，返工重来。
1930年5月，六十高龄的开尔斯在上海病倒，病中仍坚持工作。1932年3月7日，王世杰校长在新校舍礼堂里讲演时说：“在这里我们最要感谢的是开尔斯先生，他可以说是一个艺术家，他不计较报酬，而完全把兴趣寄托在艺术方面……他给予我们的帮助实在大得很！”为感谢和纪念开尔斯对新校舍建设的贡献，武大授予他名誉工程师称号。沈中清后来也成为武大建筑设计室第一任室主任。1932年5月26日，王世杰在珞珈山新校舍落成典礼上讲：“十二年前，我和李四光在回国途中曾经设想，要在一个有山有水的地方建设一所大学，今天这个愿望实现了。”最后指出：“本校的工程，尚只完成一半，此后需要中央及地方的指导与帮助正切。我们的建设不仅是物质的建设，还有最大的精神建设，无论在学术建设方面或文化事业方面，我们都在努力。请大家看看我们所走的路是不是中华民族的出路，是不是人类向上的路！”同时，王世杰与叶雅各亲自带领师生在珞珈山造林，半年植树50万株，使园林化的校园里的中西合璧建筑群更为秀美壮观。1933年，一期工程完工后，曾昭安组织编印了《国立武汉大学建筑摄影集》，含有41幅精美照片。
一期工程耗资150万银元（因通货膨胀，实际耗资170万），中央政府与湖北省政府各支持75万，李宗仁拨款20万资助；二期工程，中央政府和湖北省政府又各支持75万。余下部分，由委员们通过各种渠道筹得，如中英庚款、汉口市政府、湖南省政府、中华教育文化基金会捐资等，总计400万银元。
- 一期工程（1930年3月-1932年1月）：文学院、理学院、男生寄宿舍、学生饭厅及俱乐部、教工第一、二住宅区、运动场、国立武汉大学牌楼等共13项；
- 二期工程（1932年2月-1937年7月）：图书馆、体育馆、华中水工试验所、珞珈山水塔、实习工厂、电厂、部分生活用房、法学院、理学院（扩建）、工学院、农学院（未竣工）等共17项；
- 未完成工程：医学院、大礼堂、总办公厅因经费不到位未建。[2]

## 发展经历

### 西迁乐山时期
1938年3、4月间，武汉被日寇三面包围，武大被迫西迁至四川乐山，珞珈山校园便成为国民政府领导全国抗战的军事指挥中枢，直至武汉沦陷。珞珈山凿有既深且大的防空洞，高射炮阵地环列在四周。每次日机的航路都要经过珞珈山上空却从未进行过轰炸。1938年3月29日至4月1日，中国国民党临时全国代表大会在国立武汉大学体育馆和图书馆召开（开幕典礼在重庆举行），会上制定了著名的《抗战建国纲领》，推选蒋介石为国民党总裁（称蒋介石为“总裁”即从这时开始）、汪精卫为副总裁，确立领袖制度。蒋介石、周恩来和郭沫若都居住在武大，领导军民抗日，会见外国友人，向全世界传达中华民族的抗战决心。蒋介石还在珞珈山设立了高级军官训练团，并亲任团长，检阅军官，不顾个人安危，在珞珈山上亲自观看中国空军英勇抗击日寇的激烈空战。1938年8月2日，由周恩来牵头，召集国共两党主要领导在学生食堂成立了“第九战区总动员委员会”，负责组织武汉全民有组织有计划的大撤退，为抗战保存了许多有生力量，粉碎了日寇“3个月消灭中国”的妄想。

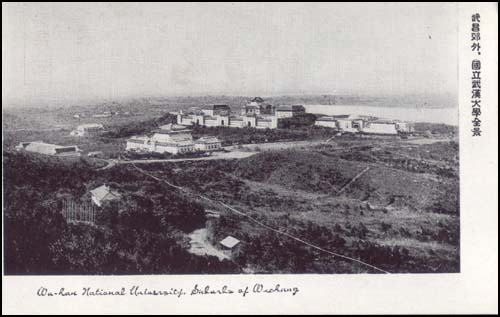
日据时期发行的明信片

如郭沫若在《洪波曲》中揣测的，珞珈山之所以未遭轰炸，是因为日军“想完整地保留下来让自己来享福”。1938年10月26日，武昌弃守，日军果然将珞珈山校园辟为其中原司令部，“本亲善之旨”“以资保全原貌”。司令部驻扎在图书馆里，并在图书馆楼顶四角修了四个了望塔。理学院中还修有关押抗日人士的地牢。学生饭厅及俱乐部成为野战医院和军官俱乐部，男生寄宿舍成为住院部。文、理、工学院由大批文职人员使用，十八栋则由高级官员居住。附中成为车辆调度场，原邮局附近则成为一片马厩。未建的大礼堂后面（现人文馆后的小苗圃）成为军马场，日军为喂养军马而从日本引种水花草。为了缓解住在这里休养的大批日本伤兵的思乡之情，同时亦有炫耀武功和长期占领之意，日军于1939年从日本引来樱花树苗在武大校园栽植。抗战期间，珞珈山校舍虽整体保存了下来，但其内部还是遭受了严重的破坏，抗战结束后进行了大规模的整修。

### 院系调整时期
1952年，李达出任武大校长，学校专门修建了一个小园子，即李达故居。1954年12月，武汉大学水利学院分出成立武汉水利学院，农学院大楼也随之分出作为办公楼。1950年代后期，在大礼堂原址的两侧兴建了物理大楼和生物大楼。教二楼以及桂园和梅园的一些具有民族传统风格的宿舍楼也是这一时期修建的。

### 文革时期
这一时期，早期建筑上都不可避免的出现了一些口号，如图书馆上立有“毛主席万岁”五个大字，作为行政楼使用的工学院主楼上立有“祝毛主席万寿无疆”八个大字。在老斋舍、文法学院楼外墙上刷有“三忠于四无限”等标语，老斋舍各出入口两侧则刷有毛泽东诗词作为对联，甚至在一处墙上还用墨笔写有“打倒刘少奇”的口号，这些特定意识形态下的产物，至今仍依稀可见。位于街道口的牌楼上的“国立武汉大学”六字则被“武汉大学”四字所取代。这四字取自1951年5月，毛泽东回给武汉大学农学院学生陈文新的私信信封上（现在武大校名以及当成校徽使用的百年校庆标志上的字体均为“陈毛体”新书体）。此外，位于理学院和生物大楼之间的生物标本楼也在这一时期建成，但却破坏了早期建筑的协调性。

### 改革开放时期
1983年校庆之际，位于街道口的牌楼上的“武汉大学”四字又代之以书法家曹立庵所写的“国立武汉大学”六字。由于牌楼所在地段已不属武大校园范围，导致牌楼疏于看护，已逐渐破败。武汉市人民政府于1993年公布武汉大学早期建筑为武汉市保留的历史优秀建筑。校园充分利用其自身优越的地理条件及悠久的历史文化，使人工造景与天然景观有机结合，人文景点与自然景致相得益彰。1993年百年校庆前夕，由海内外校友武大集资建造，在武大位于八一路的正门口仿照位于街道口的“国立武汉大学”老牌楼，复建了一个新牌楼作为武汉大学的校门。武汉市在2000年7月划定了武汉大学早期建筑的保护范围为建筑物周围20米至48米，建设控制地带为武汉大学珞珈山主校区。
1990年11月，由邵逸夫捐款及国家教委拨款共建的人文科学馆落成。人文馆的选址正是当年规划的早期建筑中大礼堂的所处位置，它和两侧的物理大楼和生物大楼形成建筑群，与老图书馆建筑群和行政楼（老工学院）建筑群成三足鼎立之势。该馆由沈国尧设计，外形呈“山”字形，屋顶为绿色琉璃瓦。在1991年由国家教委组织的第二批邵氏赠款建设项目评比中，人文馆荣获一等奖，专家评议组成员之一、清华大学宋泽芬教授评价其是“全国最美大学校园里的最美的一栋建筑”。邵逸夫先生也称赞道：“据己见落成各新楼，可与贵楼新馆相比拟者，尚未多见。”1994年，在武汉市改革开放以来建筑评比中，人文馆又被评为十大建筑之一。

### 建筑现状
进入21世纪，学校成立了专门的保护委员会，制定了保护措施和维修方案，坚持适用于保护并举和修旧如旧、保持原貌的原则。但实际上，武汉大学校园内新建的部分建筑与校园内的早期建筑之间以及其内部不同的建筑之间没有很好的保持协调一致的风格。早期建筑的修复和保护未能真正按照“修旧如旧”原则，部分建筑的局部被风蚀或由于人为原因毁坏严重，需要良好的维护和修缮。比如在2003年的110周年校庆前，对于理学院的修复不仅没有达到修旧如旧的效果，反而弄巧成拙。还有长在屋顶上的树木，时刻危胁着文物的寿命。再如维修樱园四舍时，只是敲去不牢固的墙皮，然后敷上一层新石灰，极不协调。2004年，学校基建部对珞珈山水塔的修葺更是用了“焕然一新”来形容。
2005年9月16日，石格斯先生的外孙女来武大访问，赠送给校方一些珍贵的历史照片和图片。同年11月16日，列文斯比尔先生的儿子、美国工程院院士Octave Levenspiel来武大访问，将父亲当年所绘的全部150余幅武大早期建筑图纸及照片赠送给校方。2014年7月，这些图纸连同武大档案馆原来保存的一些图纸一共177张被确定为国家一级文物。
为迎接120周年校庆，同时鉴于早期建筑局部腐朽程度严重及媒体的报道和呼吁，从2011年起，武大开始了自建校以来首次全面修缮早期建筑群的浩大工程，并在2011年9月成立了全国高校首个文物保护管理委员会，同时设立文物保护管理处。对早期建筑的维修改造也被正式列入武汉大学120周年校庆捐赠项目（第一期），上述工程在2013年校庆之前陆续竣工。其中的周恩来旧居经过修复更名为周恩来故居暨历史文化教育基地，于11月21日正式开放；老图书馆则作为校史馆于11月28日正式开放。
此外，为了给武汉市市政工程建设之一的八一路地下隧道让路，2012年10月，武大拆除了1993年仿建的“国立武汉大学”牌楼，这一举措引起了校内外广泛关注。经过广泛征集和专家讨论，2013年1月，基建部门正式公示武大校门广场建设方案，其中新牌楼的位置将比被拆除牌楼的位置向北后退十余米，并放大1.12倍，整个工程于11月20日完工。
这一时期新建的校舍如图书馆扩建工程、文科区建筑群和杨家湾建筑群则在外形和配色上保持了与早期建筑的呼应和协调。老图书馆和行政楼（老工学院）两座建筑先后入选第一、二届武汉设计双年展由公众投票的“五座武汉城市地标”。2014年6月27日，中国文物学会高校历史建筑专业委员会成立大会在武大举行，李晓红当选首任会长。。

## 建筑介绍

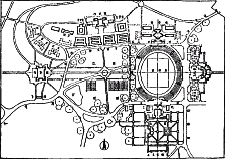
国立武汉大学校园规划图纸

开尔斯的设计按照建筑设备委员会“实用、坚固、经济、美观、中国民族传统式外形”的要求，贯穿中国传统建筑“轴线对称、主从有序、中央殿堂、四隅崇楼”的思想，采用“远取其势，近取其质”的手法，对环境深刻理解，对地形巧妙利用。采中西建筑形式之长，集古典与现代建筑之美，开当时建筑风格之先。根据珞珈山的地形地貌和现代高等教育的发展要求，使校园总体规划具有鲜明的特色。校园建筑物依照各自的功能，采用散点、放射状布局，又遵循中国传统建筑的美学原则，因山就势，建筑组群变化有序，整个校园在自由的格局中又有严整的片断，构成了丰富多样的群体。这些建筑群相互构成对位对景，面面相观，最大限度地扩大了环境空间层次。欣赏珞珈山校园建筑，不是在“可望”，而是在“可游”，步移景异，韵味无穷。当时大量西方建筑界都还处在探索阶段之中的新结构、新材料、新技术，被成功地运用在武大早期建筑的设计施工上，并影响到中国后来的建筑，在中国建筑发展史上具有里程碑意义。
校园中心区由2条南北轴线和2条东西轴线相交汇形成两大组建筑群，总体规划因山就势，利用东、南、北三面环山，西侧为低洼地的区域规划校园中心区，低洼地作运动场，看台依坡而筑。建筑群沿看台外面凹形校前大道上侧布置。南山（火石山）建工学院，北山（小龟山）建理学院，东侧山脊规划了大礼堂。形成以运动场为中心，大礼堂为主体的一组建筑群。工学院、理学院分别在运动场中线400米的南北端，为大礼堂的左右翼。大礼堂和体育馆在运动场东西轴线上下端正。运动场西向山起箕（东西长500米，南北宽200多米）地势骤降，为校区下沉式中心园林地。体育馆在其下方。于是形成贯穿工学院、理学院的南北轴线，及由大礼堂延伸至体育场以西的体育馆的东西轴线，空间呼应，地形错落，章法井然却又十分生动而切合地形。中心区西北侧的狮子山从东、北两个方向可远眺东湖，从东湖亦可见狮子山山顶轮廓，形成以图书馆为主体的另一组建筑群，在北山丘陵地带的狮子山，坐南朝北。图书馆居山顶中央突出；东、西两翼为文学院、法学院，相对矗立；南面学生宿舍抱坡而建。飞檐碧瓦掩映在绿树丛中，使山体显得更加郁郁葱葱、错落有致。武大校舍建设的总体统一，又有群组、单体建筑的特色。冬季阳光充足，夏季南风吹拂，并配合和增添了湖光山色的美景。

### 国立武汉大学牌楼

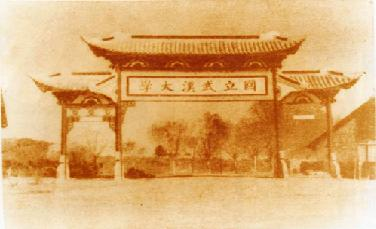
最早的老牌楼

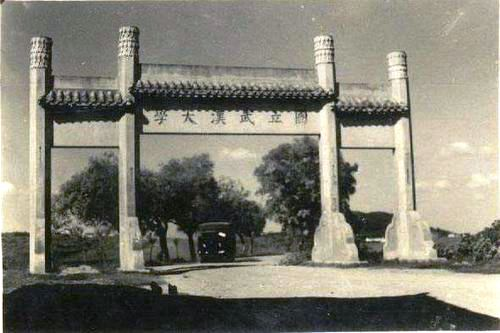
1937年的老牌楼

原位于街道口大学路起点一侧的象征学校大门的老牌楼，历史上曾两次修建。第一次是四柱琉璃飞檐木结构，结构古朴、描金彩绘、漆彩画甚是别致，目前尚未见到有确切记载的建造年代（可能是1931年）。而从武大历届毕业纪念册上的照片分析，木牌楼应该在1934年6月前竣工。可惜次年毁于龙卷风。因此难以弄清牌楼上的字系谁人所书（可能是王世杰）。第二次修建时间据历史照片分析，估计建于1937年夏，牌楼是钢筋混凝土结构，采取四柱三间冲天式。四根八棱圆柱（四柱八方），表示欢迎来自四面八方的莘莘学子；柱头上的云纹，表示高等学府的深邃和高尚。上覆琉璃瓦之颜色为孔雀蓝，仅次于皇家的明黄色。牌楼正面的“国立武汉大学”六字尚不能确认由谁所书（可能是数学系教授萧君绛），背面的“文法理工农医”六字则由中文系教授刘赜（刘博平）书写，表示武大办学的理想规模。刘先生书法自成一家，郭沫若曾称赞他的书法是“珍品”。

### 六一纪念亭
参见六一惨案
位于珞珈山、狮子山之间的学府路东侧，宋卿体育馆南面，第四教学楼门前，为纪念六一惨案死难烈士而建于1947年11月，1948年4月竣工。六角飞檐，碧瓦熠熠，六根朱红圆柱支撑，都蕴含六月之意，亭四周植有冬青和绿草。亭高约7米，上部攒尖顶为木质结构，下部红圆柱用水泥注成。亭中立有一块石制纪念碑，碑身高1.46米，宽约0.58米。

### 体育馆

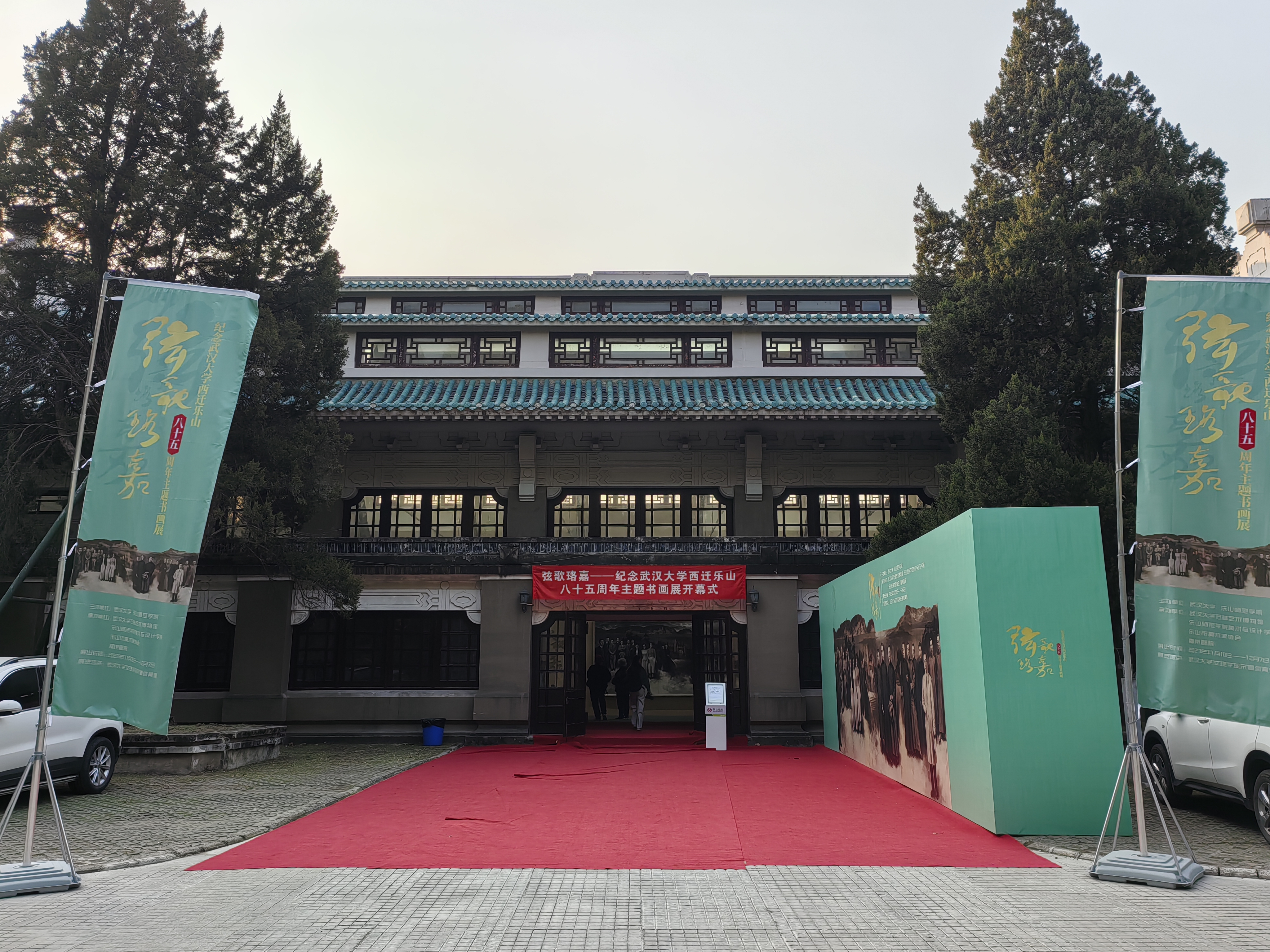
宋卿体育馆

又名宋卿体育馆。1936年7月竣工，馆长约35.05米，宽约21.34米。黎元洪（字宋卿）病逝于天津后，原想迁葬于珞珈山南麓（当年的珞珈山尚无茂林，天气晴好时，放眼望去，可以在山体上清晰地看见九条龙脊，被誉为九龙戏珠的风水宝地），校方没有答应。后由黎元洪的两个儿子黎绍基和黎绍业将黎元洪筹建江汉大学的基金十万大洋（中兴煤矿股票）转捐给武大而建造的。体育馆四周绕有回廊，采用钢筋混凝土梁、柱，屋顶采用跨度三十多米的三铰拱承重，这是当时西方非常先进的建筑工艺，正面看台又有中式的重檐——三檐滴水，馆里还做了只有宫廷或者高规格庙宇才采用的斗拱。里面有看台，外有观景台，开尔斯原本想要在馆前建一个游泳池，未被采用。同时拟在馆内建辛亥革命首义纪念馆，由于抗战爆发而未果。屋顶覆绿色琉璃瓦，利用密檐高差采光通风，侧墙框架结构，山墙取巴洛克式，是典型的中西合璧建筑。1947年，武大六一惨案追悼地在这里举行。

### 男生寄宿舍

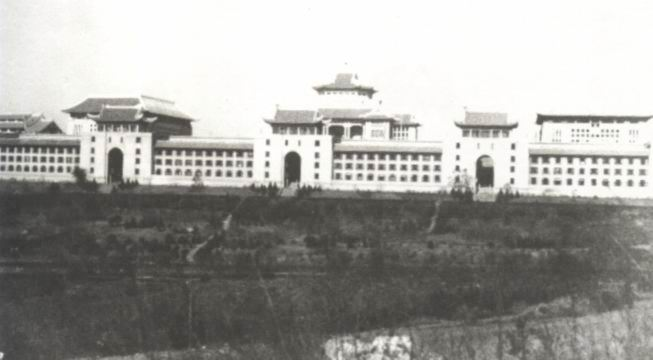
宿舍、食堂、图书馆及文、法学院全景

又名老斋舍、亦因紧靠樱花而得名“樱花城堡”，是一座仿布达拉宫琉璃瓦建筑。1931年9月竣工。当时的造价55万元。宿舍依狮子山南坡顺山势而建，具有良好的日照条件。建筑主体以花岗岩的灰色为主色调，显得朴素大方，厚重沉稳。入口处平面修建多层阶梯，外形统一，气势宏伟，为了突出其导向性，又在此基础上，将拱门上部垫起一层，作成顶部单檐歇山式亭楼。中间的城楼与图书馆位于一条轴线上。斋舍分为四个单元，共设十六个出入口，四栋宿舍一字排开，加上三个圆形拱门配以门楼，各层宿舍分别以《千字文》中的“天地玄黄，宇宙洪荒。日月盈昃，辰宿列张”（其中，“辰”字误作“晨”字）命名。单个房间尺寸为3.3米宽、4.5米长，使用面积为13平方米，内有壁柜，共有300多间房。建筑平面采用不同层次的依山组合，巧妙地顺应了自然地势的变化，同时借助山势构成气势磅礴的立面效果。在不同标高处，沿等高线建成不同层次的房屋，各排房屋底层地面在不同高度上，而屋面则在同一平面上，形成“天平地不平”的格局，有曲径通幽之感。钢筋混凝土平屋顶与图书馆前区连成一片，形成一大广场。两单元宿舍依山设有95级阶梯（原为108级，但底层已被提升的路基淹没）作为自校前路上图书馆的径道，又是宿舍的主要楼梯。“中华民国十九年国立武汉大学建”碑传为燕树棠书。

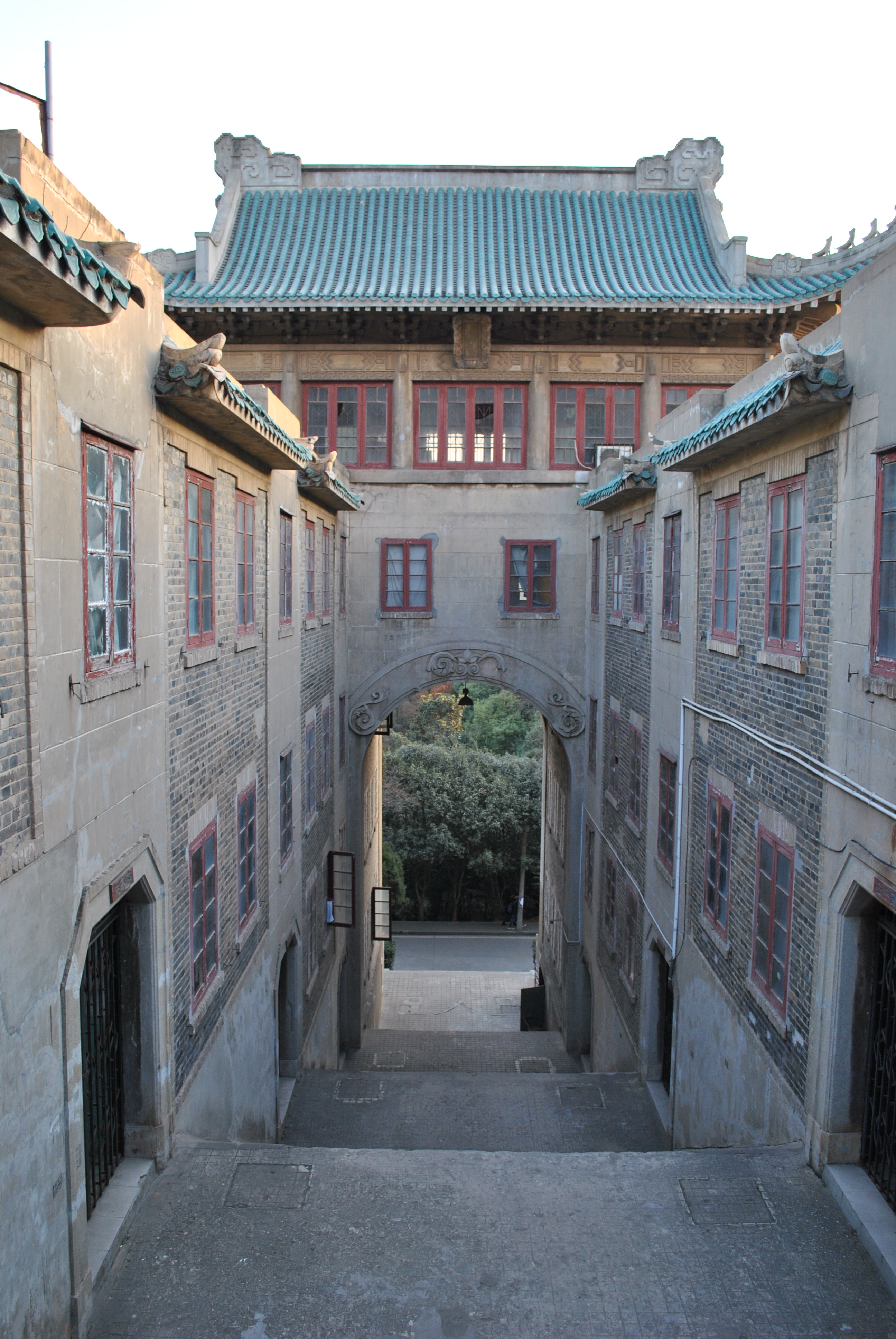
宿舍圆形拱门
“中华民国十九年国立武汉大学建”碑

### 图书馆

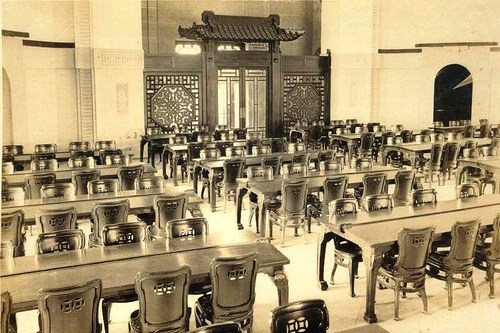
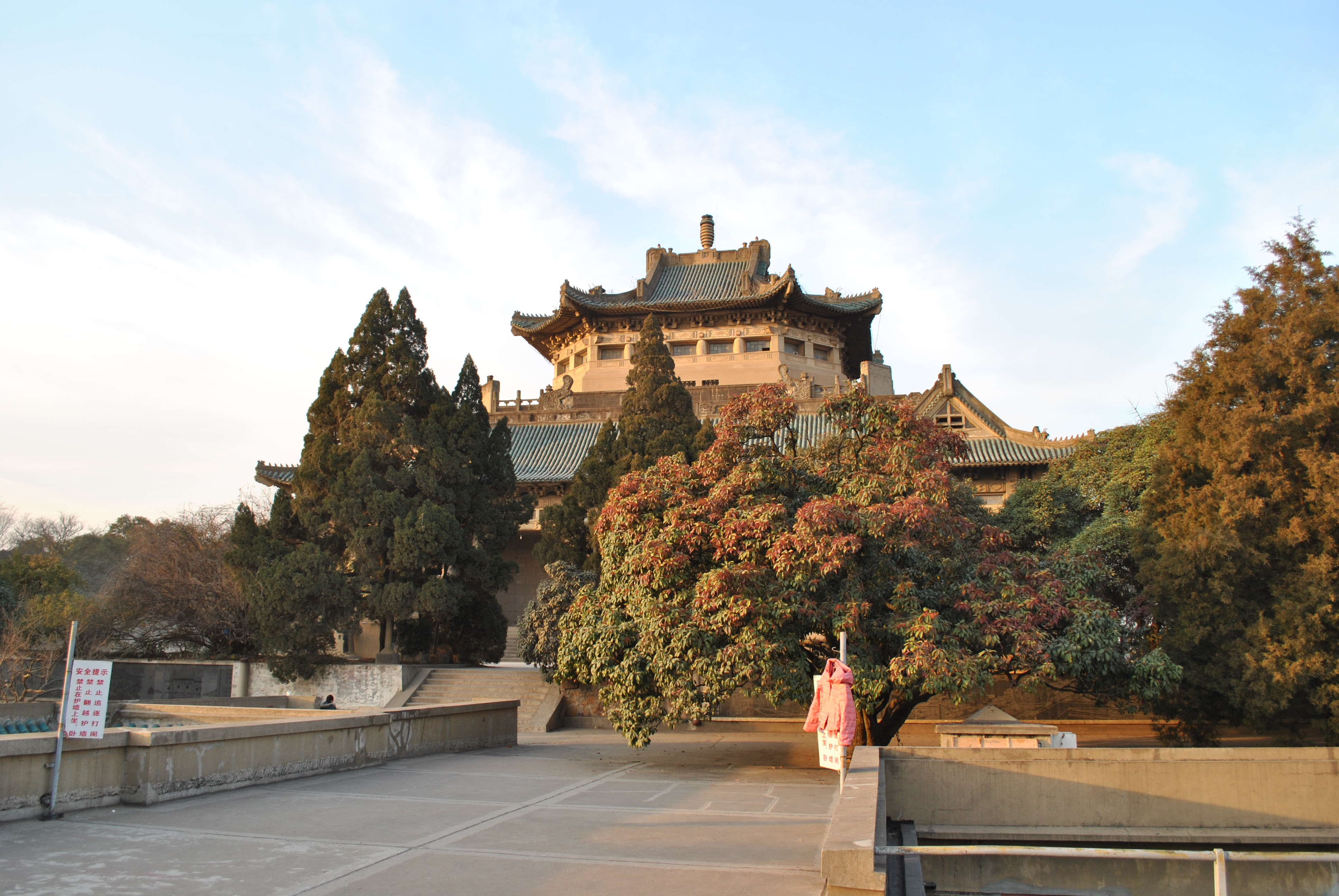
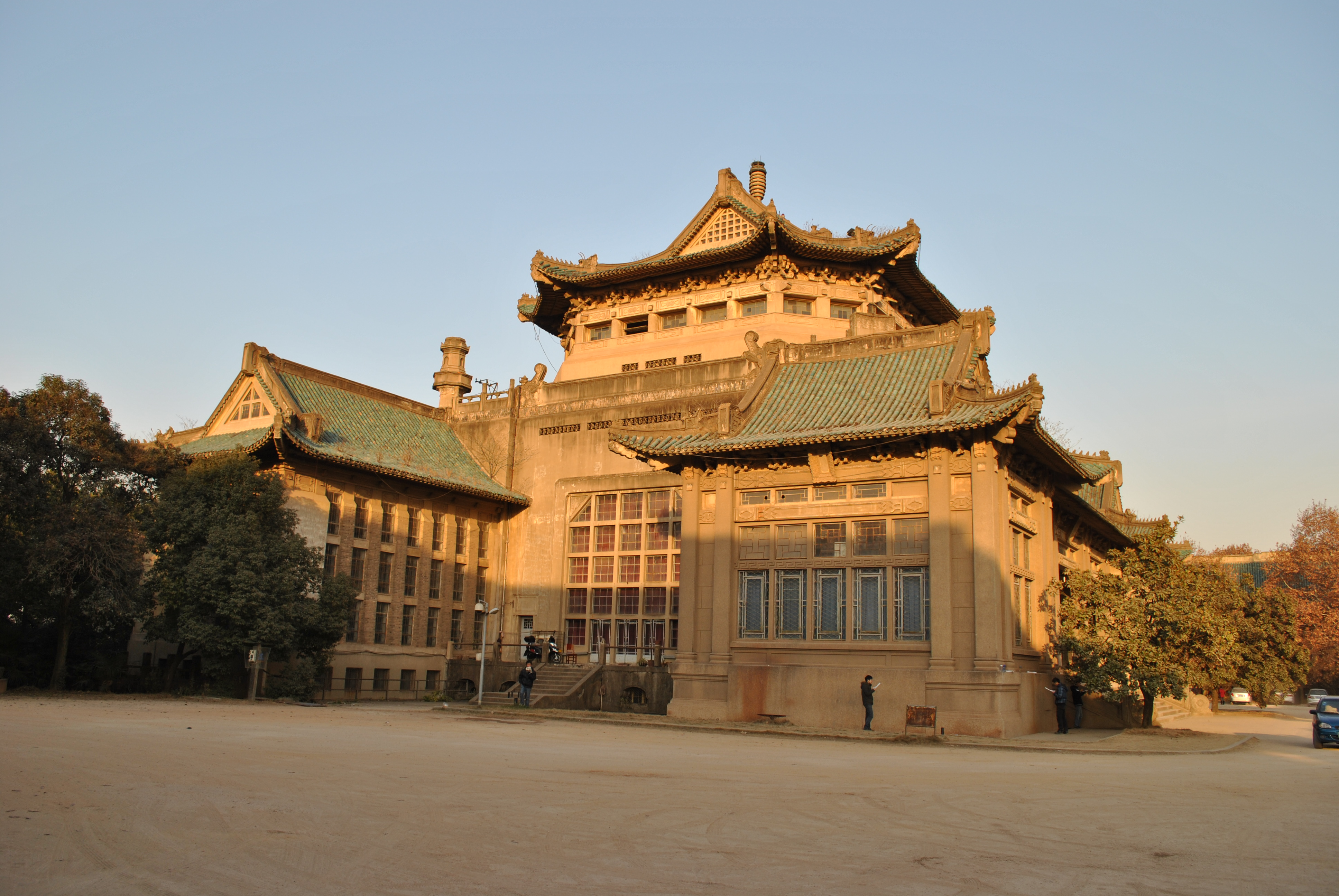
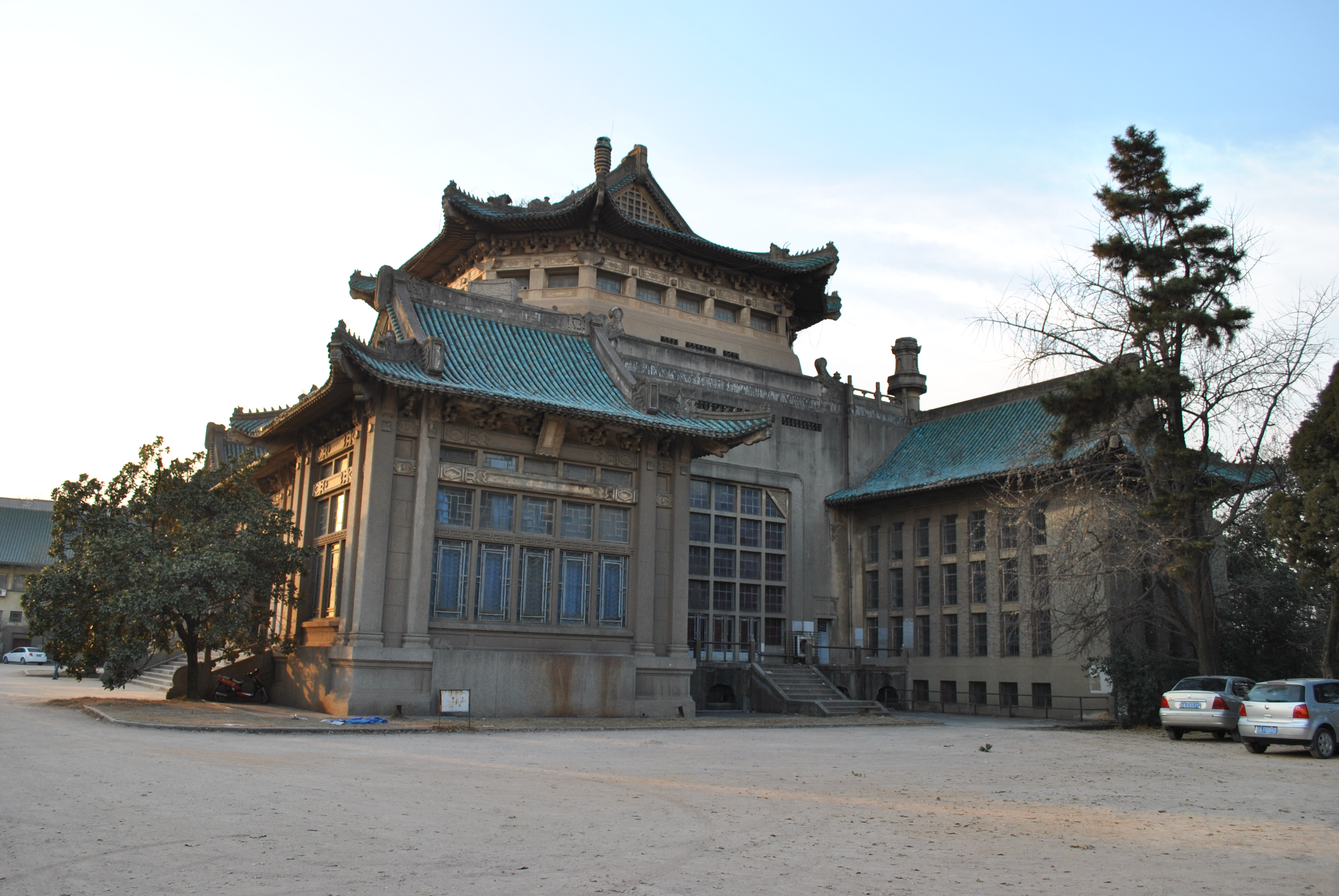

位于狮子山顶的皇冠形仿故宫建筑，也是珞珈山麓最高的建筑，武大的精神象征，1935年9月竣工。图书馆工程施工中，由于墙体砌砖方法不对，承重力达不到设计要求，缪恩钊要求施工方采取补强措施，在大阅览室四角增加四对钢筋混凝土柱子才达到承重要求，这一补强措施使施工单位增加造价2万元。又因为施工方将屋角做成了南方式的上挑形而非北方式的平缓形而被要求返工重建。外部装饰极具中国传统特色，顶部塔楼是个八角垂檐、单檐双歇山式。上立七环宝鼎，兼有排气之功用。屋顶上有采暖烟囱，南屋角立有粗大的隅石，北屋角立有小塔，其间护栏以左右的勾阑和中央的双龙吻背，造成“围脊”的效果。两副楼屋脊与大阅览室相连，叫“歇山连脊”。在大门上方镶有老子的全身镂空铁画像。正面5楹（间）、中间3楹（间）为大阅览室，两边副楼，后两角处各有一书库楼。
图书馆平面呈“工”字形，由目录厅、检索厅、阅览厅、书库和辅助服务厅五部分组成，其中书库使用面积约1186平方米，能藏书近200万册。该馆的设计在平面布局和空间组织上突破了中国古典建筑“相沿”的陈式，内廊的四隅切角处设有半圆弧形楼梯。南面的主入口为三开间单洞门，既用了西式双联廊柱，又用了中国古典建筑中的雀替、额枋；瓦作、施斗拱，皆参照清代建筑样式，中央主体顶层为八边形，北面的书库地下层外墙有收分，上立勾阑，形成高大的台座。两库间的联接体作如下处理：地下层外墙有以方窗为单元组合的大片玻璃窗，第二层的“围脊”上方中央有以五窗突起的阁楼。该馆是中西建筑设计理论、技艺、手法相互渗透、融会贯通的佳作，为中国近代建筑史上率先采用新结构、新材料、新技术（钢筋混凝土框架和钢桁架混合结构）仿中国古典建筑的成功之作，体现了当时的文化潮流、科学技术和时代精神。

### 学生饭厅及俱乐部

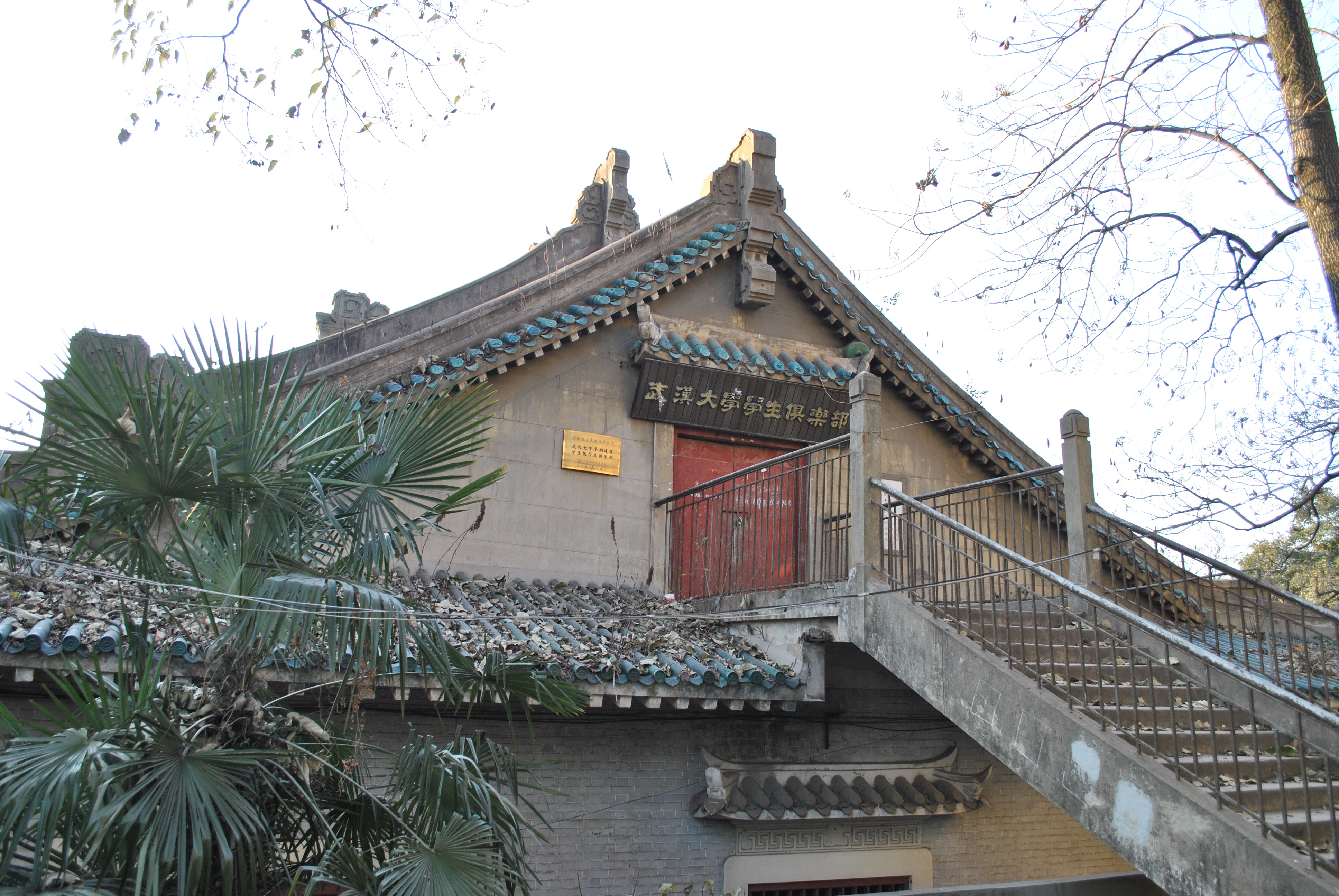
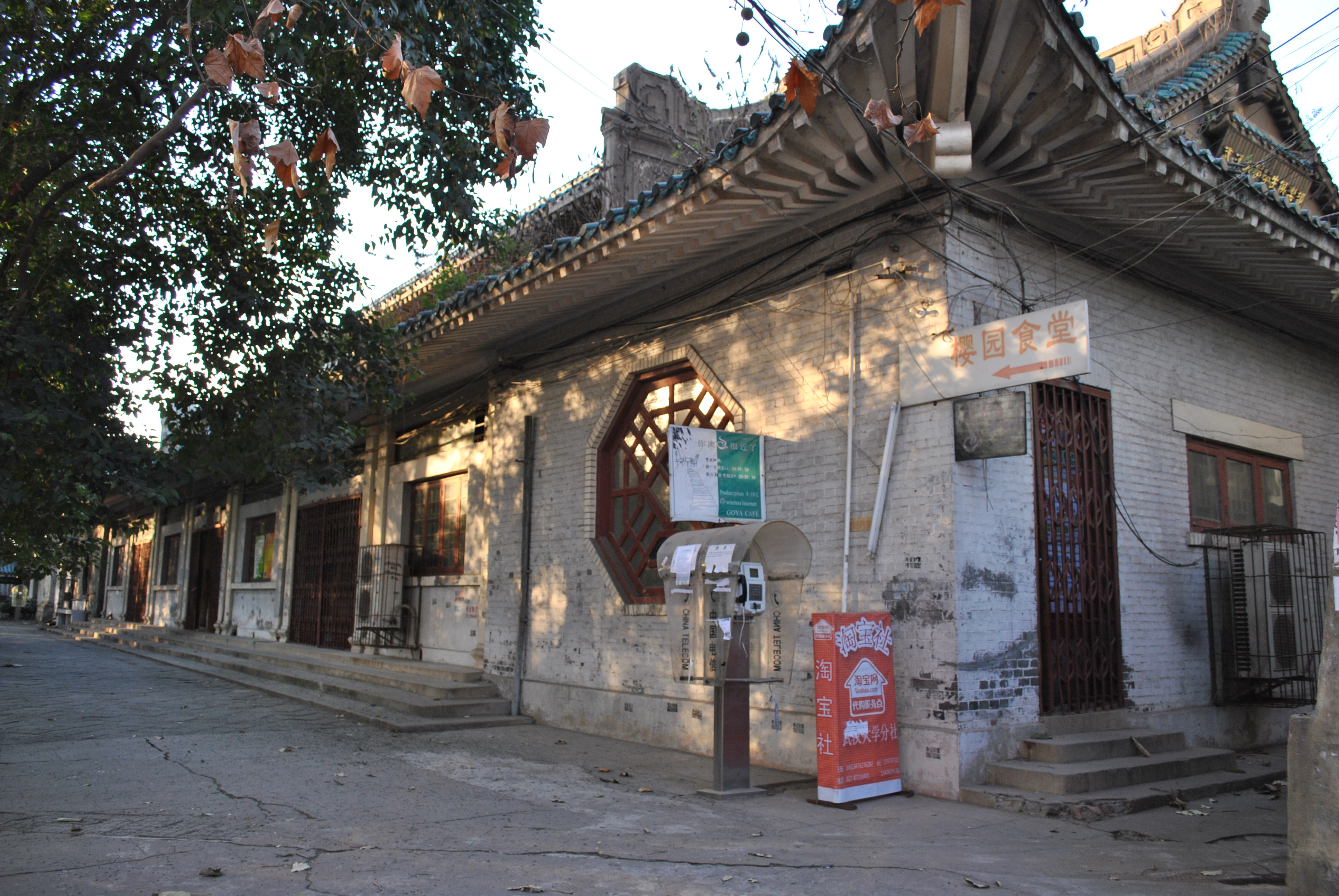

位于法学院西边，1931年9月竣工。下层是饭厅，在饭厅锅炉房的背后，还供奉着一尊灶神，专门设有神龛。上层为俱乐部（临时礼堂），内部装饰极富民俗特色，房梁上有三层画着戟的图案，称为“连升三戟”，即祝福学子连升三级。雀替上有“蝠（福）在眼前”图，蝙蝠大睁着双眼，看着下巴下的铜钱。蔡元培、胡适、张伯苓、张君劢、周恩来、董必武、陈独秀、蒋介石、汪精卫、陈立夫、李宗仁、陶德曼、司徒雷登等中外要人曾在此演讲。

### 文、法学院

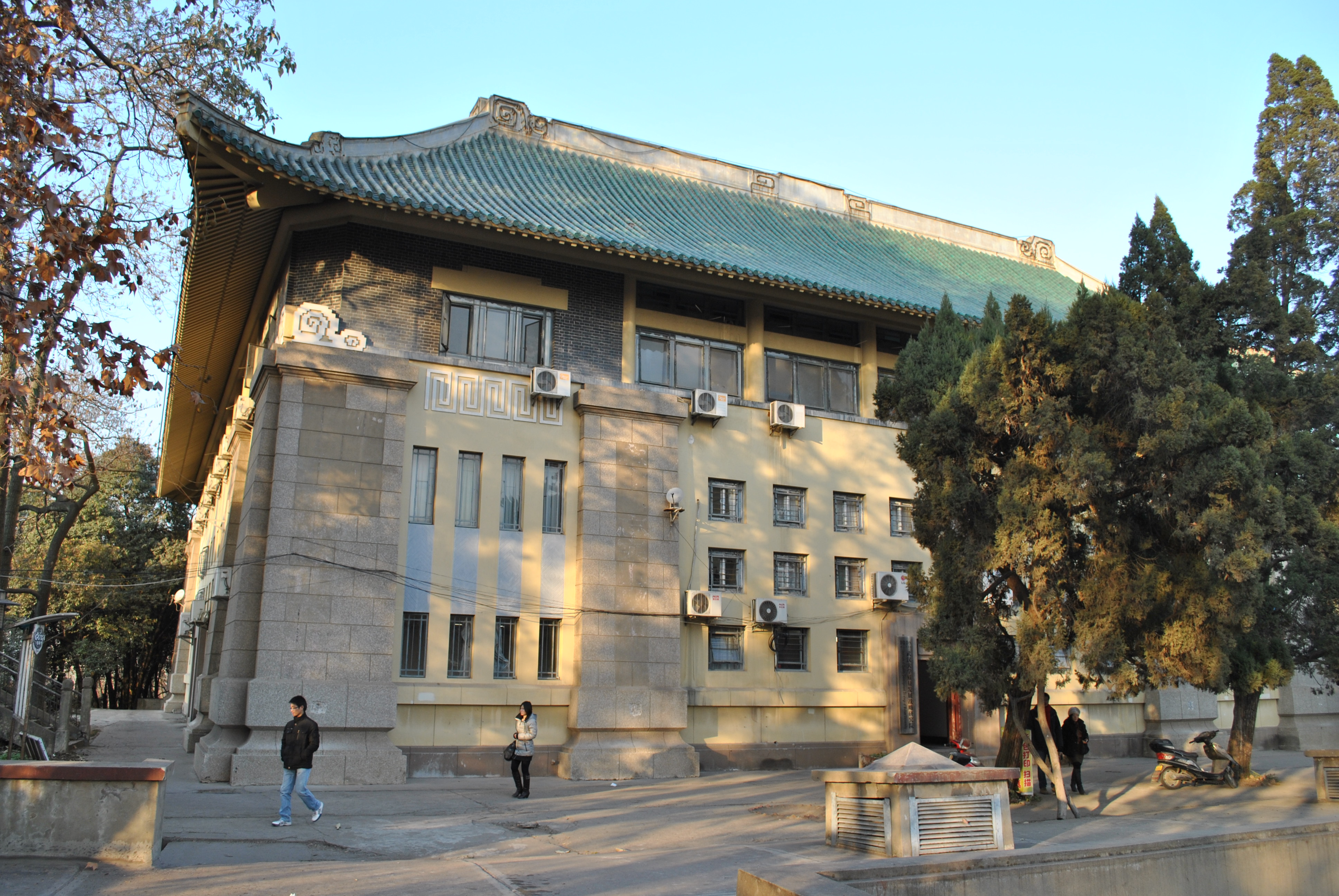
法学院近景

位于图书馆的左右两翼，是中国传统文化中“文左武右”的体现。意为文武相谐、文华武英。两院相对矗立，是一对姊妹楼，平面为方形四合院，立面有4层，宫殿式屋顶。文学院竣工于1931年9月，这里曾是国立武大历任校长办公的地方；法学院竣工于1936年8月。文学院的屋顶采用翘角，意为文采飞扬；法学院的屋顶则是平角，意为法力严肃。屋檐上有“仙人骑鸡”，后立七个脊兽，有镇火灭奸人之意。
然而，有人对上述解释进行了批驳。按照开尔斯的原有设计，武汉大学所有中式屋顶的屋角均为起翘比较平缓的北方样式。但承建珞珈山新校舍一期工程的汉协盛营造厂，却没有严格按照图纸施工，而是根据南方地区的建筑习惯，将文学院大楼、学生饭厅以及学生宿舍顶部三座亭楼的屋角全都做成了翘而尖的南方样式。这一错误在建设时未能被及时发现。而在开尔斯的坚持下，珞珈山二期工程建筑的屋角全被纠正回北方式的平角。因此，文、法学院屋顶形态的不同，根本原因是建筑厂商没有严格落实施工方案，并不是“文左武右”的牵强附会。

### 理学院

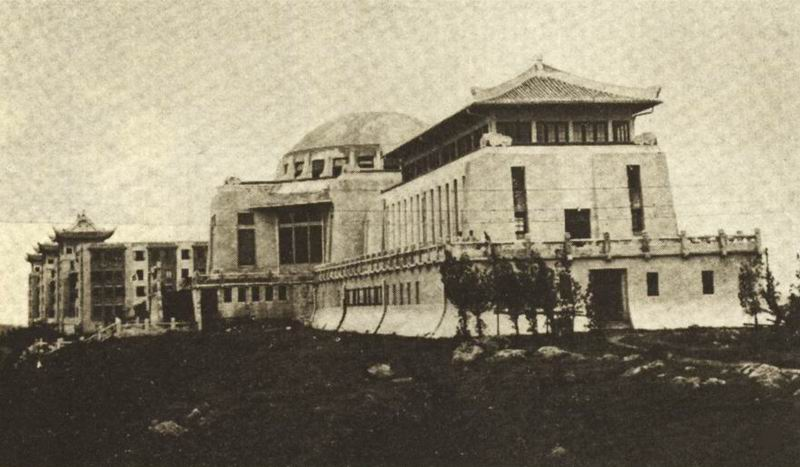
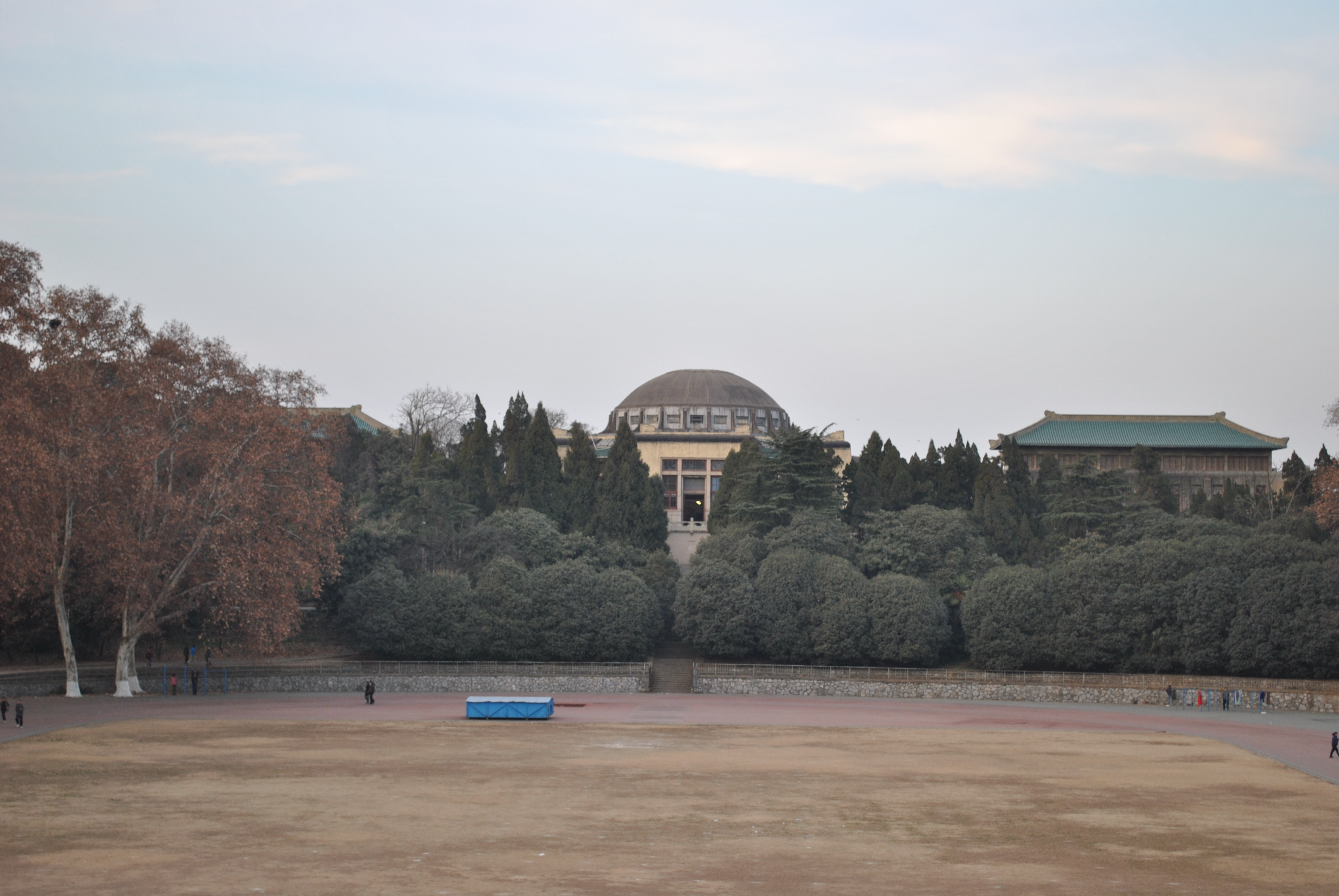

位于男生寄宿舍东侧，整体建筑分两期建造。主楼和前排配楼为第一期工程，1931年11月竣工；后排配楼为第二期工程，于1936年6月竣工。主楼采用八角面墙体和拜占庭式的钢筋混凝土穹隆屋顶（直径20米），与南面的工学院方形墙体和玻璃方屋顶相呼应，体现出天圆（北）地方（南）的建筑理念。同时，圆顶也是为抗东湖边吹来的强风。中部主体为科学会堂，首层有三个阶梯教室（也是中国最早的阶梯教室），二层为理、工学院的教室，三层为生物系的标本室和数学系的模型室。两侧配楼为化学楼和物理楼（实验室），楼高4层，单檐歇山式，绿琉璃瓦。会堂与配楼有连廊相通构成整体。1948年10月10日，华中区科学团体联合会在此召开。

### 工学院

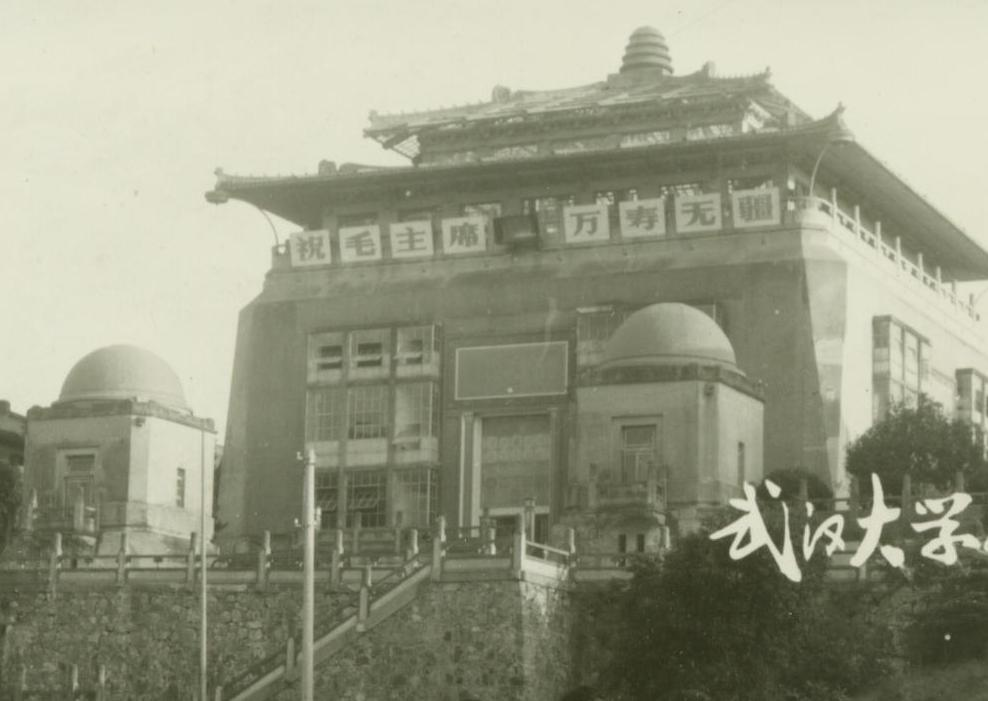
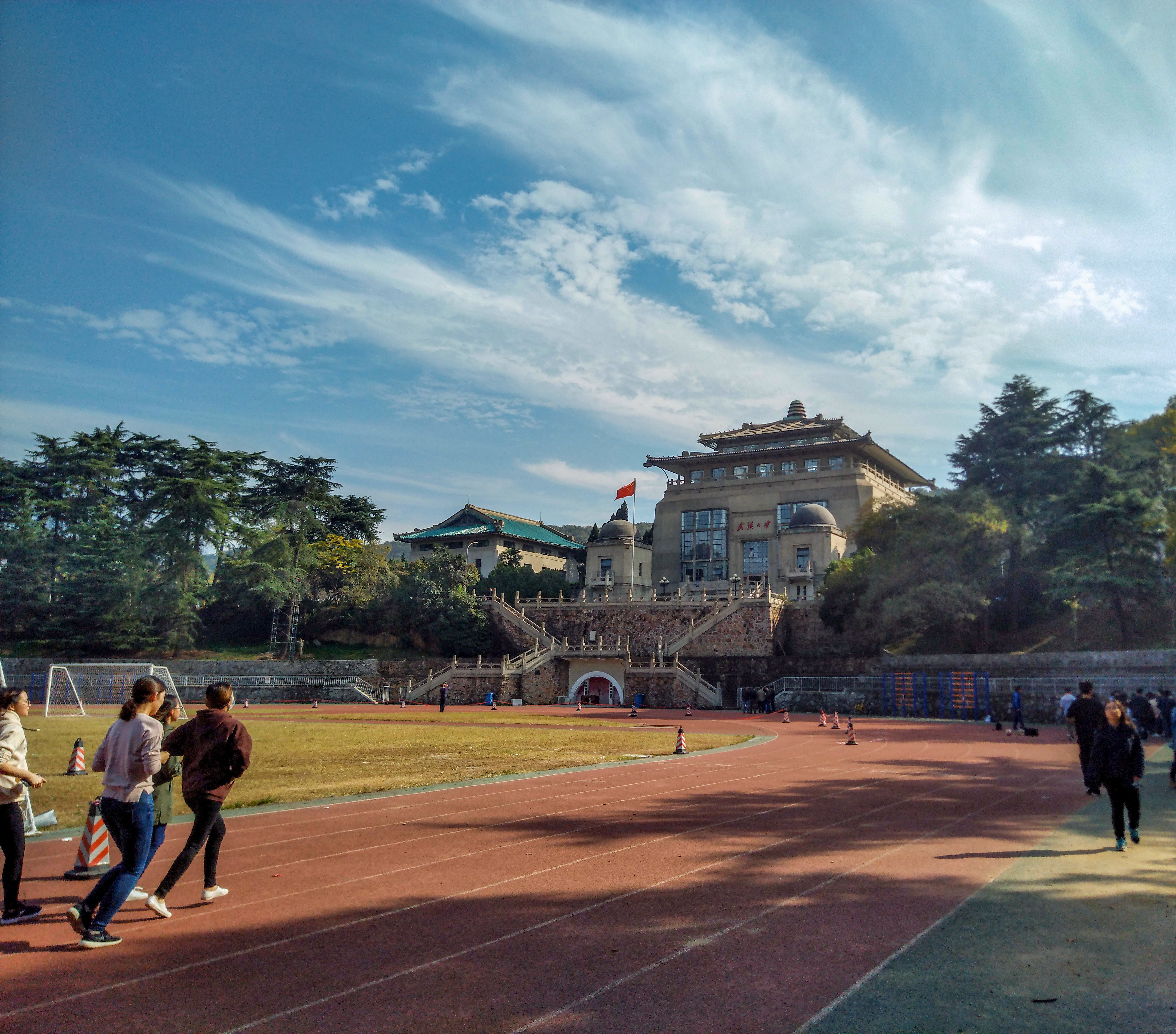
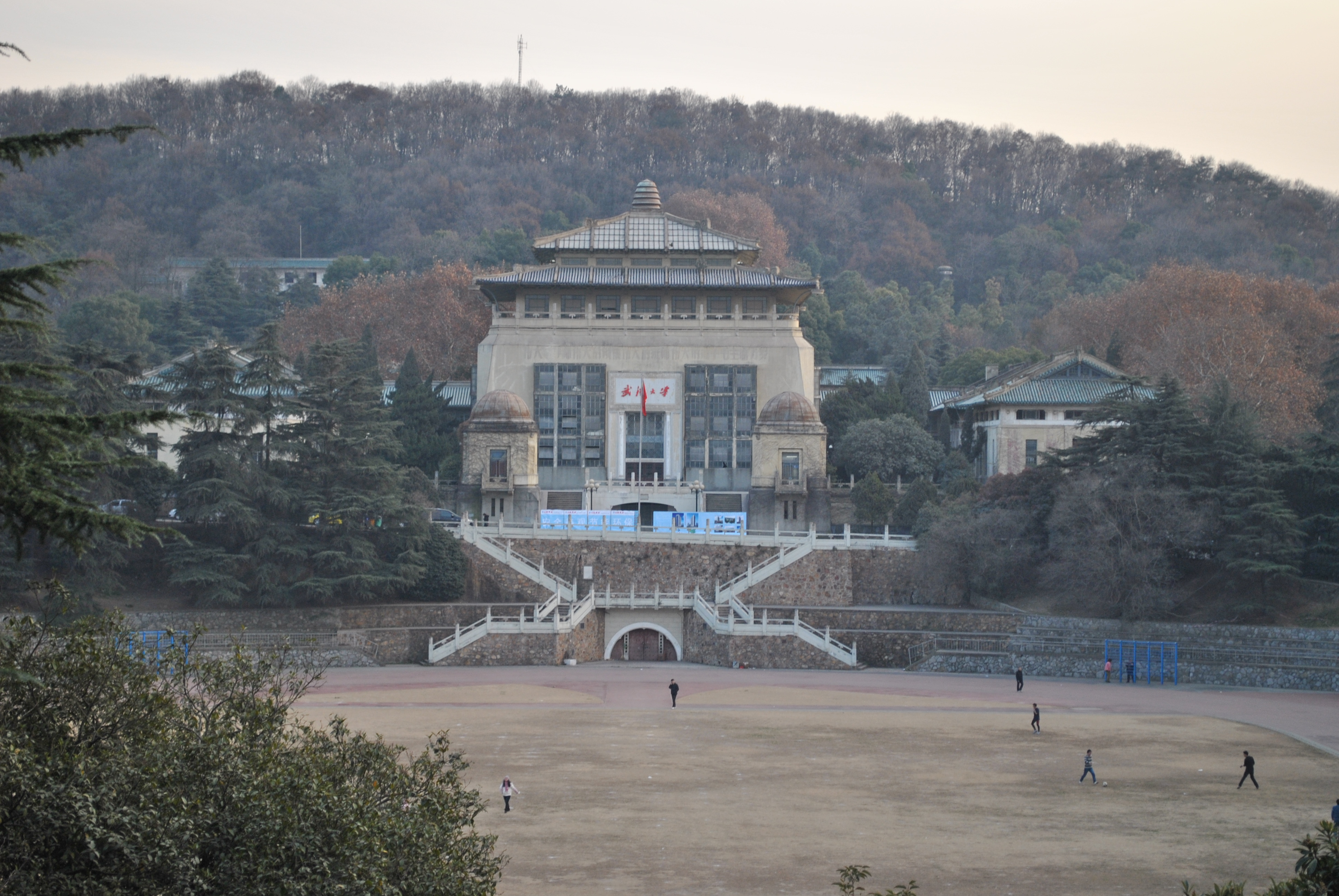
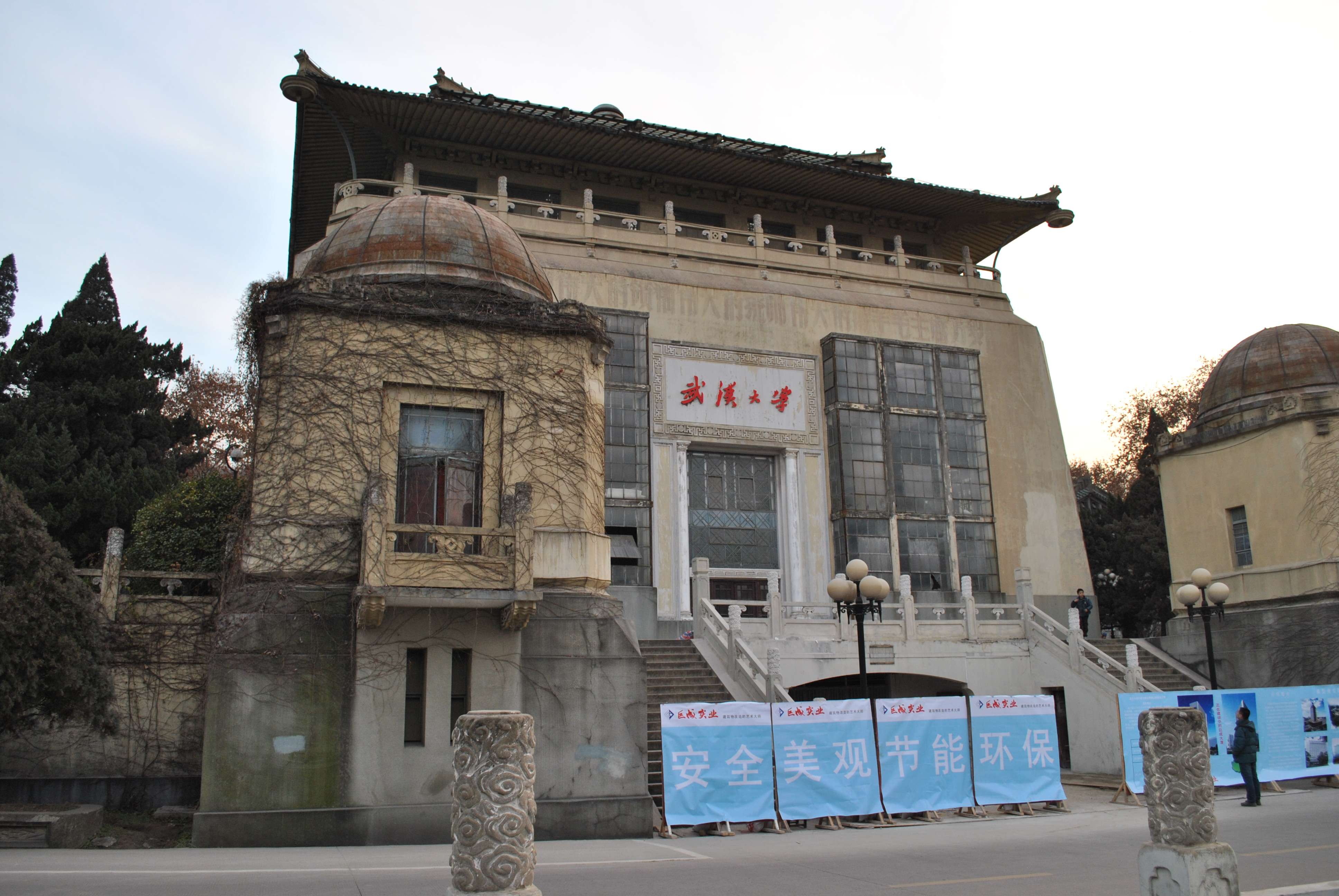

位于理学院的正南方，1936年1月竣工。主楼坐南朝北，四面群房面向主体对称布局。主楼为教学用房，平面呈正方形，楼内中部有5层共享大厅，四廊相通，亦为学生课间活动的公共空间。楼下地下层为科技成果大厅，可由楼前高台下通道进出，阳光可从顶部直射厅内。4栋群楼为为土木工程、机械工程、电机工程和矿冶系以及研究所、实验室等系、所办公用地，均为矩形平面，有内廊，单檐歇山式，绿琉璃瓦。主楼正方形墙体上带有明显的恻角，这是因为中国传统的城墙墙面是斜面的，为了使建筑样式符合传统形式的要求，故采取了削斜墙面四角的方法，利用人们的视觉误差，造成墙体斜面的假象，使这一现代建筑亦带有中国传统建筑的神韵。攒尖式四角重檐玻璃屋顶，共享空间的玻璃中庭构造，是全世界最早采用空间共享这一建筑风潮的建筑之一。与外围的四座中国传统配楼和正前方的两座罗马式碉楼相组配，是典型的中西融合式建筑。四角的圆盘形水斗，既解决了大屋顶的排水问题，同时又成为美化建筑的装饰；中国传统建筑中罕见的狮面兽装饰，独具匠心。现为武汉大学行政大楼。

### 华中水工试验所
位于珞珈山北麓，1936年建成，由湖北省政府与国立武汉大学合建。该建筑屋顶采用琉璃瓦歇山顶，屋内用弧型钢梁作屋架，地面设有环型水道。在抗战中，刚竣工两年的科研基地，竟沦为日军的马厩。

### 半山庐
位于珞珈山腰西北，高达7米，由两个阳台将三栋两层的楼房连缀而成，中间一楼伸出一个装饰性屋檐为入口，八个飞檐毫无雕饰讲究，整栋楼用色简拙，皆青砖墨瓦，外表极显质朴无华之能事，与珞珈山的苍秀山势混为一体。据说半山庐的建筑与选址是武大一位研究易经的教授所设计。虽依山而建，但庭前却异常开阔平坦。本是单身教工宿舍，家眷不在武汉的教授大多住在这里。新中国成立后，半山庐先后被用作学校招待所、校医院住院部、招待所（二次）及人事部，现为武汉大学校友总会所在地。

### 十八栋

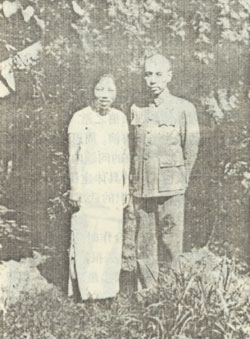
周恩来与邓颖超在武大

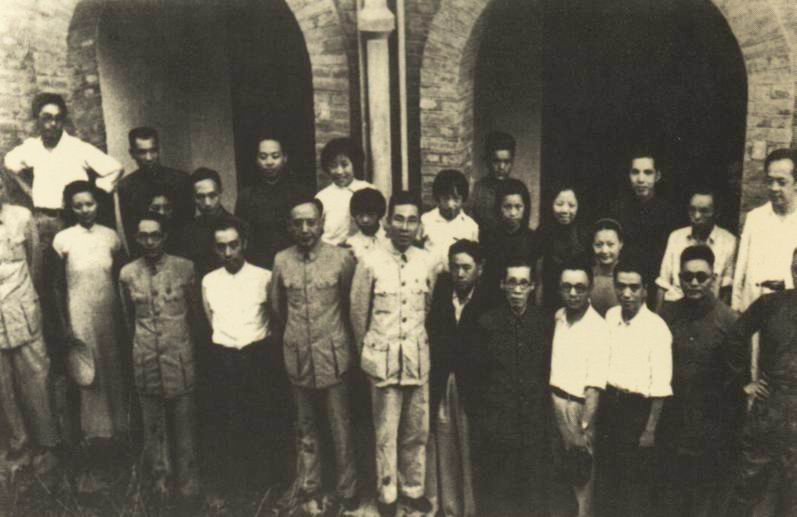
郭沫若故居前的合影

位于珞珈山腰东南的第一教职员住宅区，1931年9月首期建成18栋，1933年增建3栋，抗战期间被侵华日军拆毁了1栋，1947年又增建1栋，此后又陆续毁掉了2栋，目前实际一共为19栋。建筑风格整体采用英式乡间别墅风格，2-3层砖木结构，同时每一栋建筑都自有其特点，主要由石格斯和沈中清等设计、汉协盛营造厂建造。日军侵占武汉后，将有些别墅的内构造改成日式的。作为全国重点文物保护单位的周恩来故居与郭沫若故居即在其中（分别为一区19栋27号和12栋20号）。周恩来故居是一栋标准英式田园别墅，红瓦青砖，地基开阔，庭前屋后被参天大树环绕，通往山下的是几条石阶小径。别墅由两个哥特式风格的拱形门栋分开，楼栋之间有一精致花园，种有一棵大芭蕉树。武汉会战时期，因国共第二次合作，国民政府安置周恩来与邓颖超下榻与此，两人时常到东湖边散步。邓颖超在世时，有人建议把这里建成一个纪念馆，被她否定了。与周恩来故居相邻的是同为政治部副部长的黄琪翔旧居。郭沫若1961年曾故地重游，在其旧居前留影，在其抗战回忆录《洪波曲》中也提到了这段经历，称“武昌城外的武汉大学区域，应该算得是武汉三镇的物外桃源”。此外还有苏雪林故居，隐现于一条盘树而上悬于半空的老藤与古树的臂弯之间。杨端六、熊国藻、葛扬焕、刘博平、桂质廷等都曾居于此。中华人民共和国成立后，教授们大多被迫搬出，改由讲师、助教合住。文革开始后，老教授们又被赶回，只能挤着合住，不少人即冤死其间。而章蕴胎和程千帆更是栖居在九区“三户不成村”的地方。文革结束后，老教授们大多主动搬出，现还有部分建筑内有人居住，部分建筑为武汉大学设计研究总院或其它院系使用。

### 李达故居
位于珞珈山南麓西部，是一座由院墙围合的砖木结构平房，1952年建成。平面布局呈“干”字型，由李达自己绘制示意图，工程人员再设计。

## 其他早期建筑

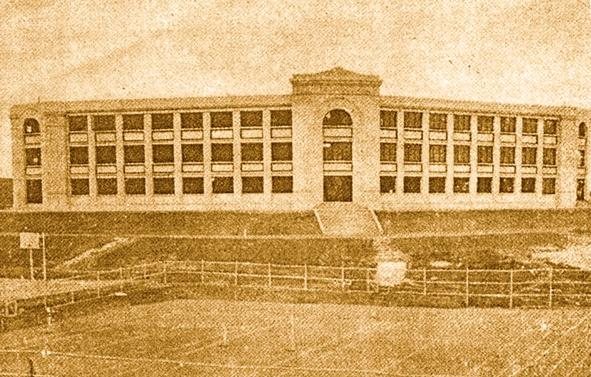
女生寄宿舍

除前述已经列入全国重点文物保护单位的早期建筑外，武大校园还有若干建于同时期的老建筑，有些由于历史原因或缺乏保护已陆续拆毁，有关方面正在努力将其余具有重要价值且保存完好的早期建筑纳入全国重点文物保护单位。

### 女生寄宿舍
即位于狮子山南面的团山的女生宿舍，又称“蝶宫”或“月宫”，因其外观而得名。竣工于1932年，三层钢筋混凝土框架结构，由石格斯设计、永茂隆营造厂承建。该建筑外立面装饰简洁大方，主入口圆拱装饰与男生寄宿舍相呼应。

### 珞珈山水塔
又名八角亭，位于珞珈山上十八栋的西北处，1931年9月竣工。这是一栋钢筋混凝土结构的两层八面建筑，绿色琉璃瓦攒尖顶，塔高16.5米，由石格斯设计、汉协盛营造厂承建。水塔是武昌地区最早的自来水供水设备之一，由抽水塔、沉淀池和过滤塔三部分组成，现仅剩抽水塔。水塔下层为水池，当年可储存400吨生活用水，日平均供水量700-1000吨；上层为观光阁楼。汉协盛本决定将水塔赠送给武大，但因其在新校舍一期工程中亏损严重，校方还是把建造费如数付出。

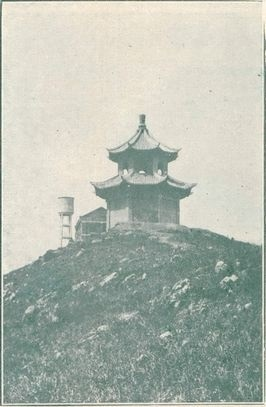
武汉大学珞珈山水塔

### 农学院
主楼始建于1937年，由于抗战爆发而停工，至复员后的1947年竣工。这是一栋主体三层、中部四层、钢筋混凝土框架结构的建筑，由沈中清设计、袁瑞泰营造厂建造。附楼为一栋两层庑殿顶建筑，位于主楼西南侧。在院系调整中，该楼成为武汉水利学院的行政楼。现为武汉大学团委、学工部的办公楼，正门有名牌“雅各楼”。2012年11月23日，该楼被列入武汉市第七批优秀历史建筑。

### 九·一二运动场
建于1928年，面积20000平方米，因毛泽东于1958年9月12日在此接见武汉大学等四校师生而得此名。

### 私立武昌东湖中学校舍
又名庚子烈士纪念馆，现位于珞珈山南麓的武大附小旧楼，建于1935年。两层砖木结构，白墙红瓦，平面呈“丁”字型，由建筑庚子烈士墓委员会用修墓的余款捐建给武大附中（东湖中学）作为校舍之用。这栋建筑设“礼堂一大间，图书标本室一大间，办公室四间，教室六间，足供学校办公及三百学生阅书受课之用”。1938年3月，国民政府曾在此举办战时军官训练班。

### 珞珈石屋
这是武汉大学在珞珈山上建造的第一栋房子（之前珞珈山上的建筑仅有西南山坡的彤云阁与北山坡的刘氏庄园），建于1929年，建筑面积192平方米。为勘测、监造武大新校舍，由缪恩钊和沈中清等人取山上的石块砌成，遂成基建处办公场所。第一期工程完工后，曾有任凯南和李剑农入住，因此石屋又被戏称为“任李二公祠”。20世纪70年代初被拆除，在其原址上建起了一座三层楼的招待所，后来又改作研究生院办公楼。

### 听松庐
听松庐是广东商人刘燕石在珞珈山北坡的庄园被征购后，武汉大学在庄园的松树林中修建的两层洋楼，因之而得名“听松庐”。其由缪恩钊和沈中清设计，1930年9月竣工，建筑面积360平方米。它曾经先后被用作“建筑委员会办公室”、“建筑设备委员会会所”及“招待室”等，在20世纪30年代接待过胡适、陈诚、王世杰、蒋介石宋美龄夫妇等重要人物。然而在武汉沦陷期间，听松庐被日军拆毁。20世纪90年代初，武汉大学在听松庐旧址修建了“珞珈山庄”。

### 第二教职员住宅区
已陆续被拆除，最后四栋因扩建武汉大学图书馆总馆而于2006年5月被拆除。

### 第三教职员住宅区
已陆续被拆除，目前仅存一栋，被作为武大幼儿园的办公室。